# Seriola quinqueradiata
 Seriola quinqueradiata és una espècie de peix de la família dels caràngids i de l'ordre dels perciformes que es troba des del Japó i l'est de Corea fins a les Hawaii.
Els mascles poden assolir els 150 cm de longitud total i 40 kg de pes.